# Komarów Górny
Komarów Górny [pronunciación en polaco: /kɔˈmaruf ˈɡurnɨ/] es un pueblo en el distrito administrativo de Gmina Komarów-Osada, dentro del condado de Zamość, Voivodato de Lublin, en el este de Polonia. Se encuentra a unos 21 kilómetros al sureste de Zamość y 97 kilómetros al sureste de la capital regional Lublin.
El pueblo tiene una población de 25 habitantes.